# Finale du Championnat d'Europe de football 2000
Cet article présente la finale du championnat d'Europe 2000 opposant la France, vainqueur en 1984 de cette compétition et championne du monde en titre, à l'Italie, vainqueur en 1968 de cette compétition et triple championne du monde (1934, 1938, 1982).

## Avant-match

### Historique des rencontres
Avant la Première Guerre mondiale, les rencontres opposant l'équipe de France et l'Italie sont équilibrées avec deux victoires de chaque côté et un match nul. La situation change après le conflit, ainsi la France ne remporte pas la moindre victoire face à l'Italie entre 1920 et 1982. Nouveau basculement en 1982, avec une tendance inversée : lors des neuf rencontres disputées de 1982 à 2006, la France gagne cinq fois et fait quatre matchs nuls. Au moment du match, les Transalpins n'ont pas battu les Bleus en compétition officielle depuis la Coupe du monde 1978.

### Parcours des finalistes
La France et les Pays-Bas apparaissent rapidement comme les favoris du groupe D. Lors de son premier match la France gagne sur le score sans appel de 3 à 0 face au Danemark, l'équipe supposée la plus faible du groupe et adversaire qu'elle avait déjà battu en poule au mondial 1998. Vient ensuite la Tchéquie, Henry inscrit son second but en deux matchs et permet à l'équipe de l'emporter (2-1). Lors de la dernière journée le seul enjeu du match France - Pays-Bas opposant deux équipes déjà assurées de la qualification est la première place du groupe. Les Bleus s'inclinent (3-2) malgré un bon Patrick Vieira qui tient le choc face à Edgar Davids. En quart de finale, la France affronte l'Espagne. Alors que les Bleus mènent 2-1 depuis la 44e minute, Pierluigi Colina accorde un penalty généreux aux Espagnols à la dernière minute pour une faute de Barthez sur Arebaldo. Raúl le tire au-dessus, la France est qualifiée pour les demi-finales où elle rencontre le Portugal. La France débute mal et se retrouve menée 1-0 à la mi-temps. Elle revient au score grâce à Henry au retour des vestiaires (52e), puis force la décision en fin de prolongation avec un but en or de Zinédine Zidane (117e), marqué sur un penalty obtenu pour une main d'Abel Xavier dans sa surface.
De son côté l'Italie fait un sans faute pour atteindre les demi-finales, remportant ses trois matchs de poule au premier tour contre la Turquie, la Belgique et la Suède et battant la Roumanie en quart de finale 2-0. En demi-finale, l'Italie est opposée aux Pays-Bas qui ont l'avantage d'évoluer sur leur terrain. Réduite à dix après l'expulsion de Zambrotta (34e), l'Italie s'arc-boute en défense face à des Néerlandais dominateurs et souffre tout le long de la rencontre. Le gardien italien Toldo arrête deux pénalties dans le match et maintient son équipe en vie jusqu'à la fin de la prolongation (0-0). La séance de tirs au but tourne au cauchemar pour les Néerlandais qui craquent mentalement et ratent trois tentatives, la Squadra azurra est en réussite et se qualifie pour la finale.
|   | Équipe   | Pts | J | G | N | P | BP | BC | +/- |
| - | -------- | --- | - | - | - | - | -- | -- | --- |
| 1 | Pays-Bas | 9   | 3 | 3 | 0 | 0 | 7  | 2  | +5  |
| 2 | France   | 6   | 3 | 2 | 0 | 1 | 7  | 4  | +3  |
| 3 | Tchéquie | 3   | 3 | 1 | 0 | 2 | 3  | 3  | 0   |
| 4 | Danemark | 0   | 3 | 0 | 0 | 3 | 0  | 8  | -8  |

|   | Équipe   | Pts | J | G | N | P | BP | BC | +/- |
| - | -------- | --- | - | - | - | - | -- | -- | --- |
| 1 | Italie   | 9   | 3 | 3 | 0 | 0 | 6  | 2  | +4  |
| 2 | Turquie  | 4   | 3 | 1 | 1 | 1 | 3  | 2  | +1  |
| 3 | Belgique | 3   | 3 | 1 | 0 | 2 | 2  | 5  | -3  |
| 4 | Suède    | 1   | 3 | 0 | 1 | 2 | 2  | 4  | -2  |

## Le match

### Composition des équipes
| Titulaires : |  |
| |  |
| Fabien Barthez · Lilian Thuram 58e · Laurent Blanc · Marcel Desailly · Bixente Lizarazu 85e · Patrick Vieira · Didier Deschamps · Youri Djorkaeff 76e · Zinédine Zidane · Christophe Dugarry 58e · Thierry Henry · |  |
| Remplaçants : |  |
| Sylvain Wiltord 58e · David Trezeguet 76e · Robert Pirès 85e · |  |
| Entraîneur : |  |
| Roger Lemerre |  |

| Titulaires : |  |
| |  |
| Francesco Toldo · Fabio Cannavaro 42e · Alessandro Nesta · Mark Iuliano · Gianluca Pessotto · Demetrio Albertini · Luigi Di Biagio 31e 66e · Paolo Maldini · Francesco Totti 90e · Stefano Fiore 53e · Marco Delvecchio 86e · |  |
| Remplaçants : |  |
| Alessandro Del Piero 53e · Massimo Ambrosini 66e · Vincenzo Montella 86e · |  |
| Entraîneur : |  |
| Dino Zoff |  |

| Titulaires : |  |
| |  |
| Fabien Barthez · Lilian Thuram 58e · Laurent Blanc · Marcel Desailly · Bixente Lizarazu 85e · Patrick Vieira · Didier Deschamps · Youri Djorkaeff 76e · Zinédine Zidane · Christophe Dugarry 58e · Thierry Henry · |  |
| Remplaçants : |  |
| Sylvain Wiltord 58e · David Trezeguet 76e · Robert Pirès 85e · |  |
| Entraîneur : |  |
| Roger Lemerre |  |

| Titulaires : |  |
| |  |
| Francesco Toldo · Fabio Cannavaro 42e · Alessandro Nesta · Mark Iuliano · Gianluca Pessotto · Demetrio Albertini · Luigi Di Biagio 31e 66e · Paolo Maldini · Francesco Totti 90e · Stefano Fiore 53e · Marco Delvecchio 86e · |  |
| Remplaçants : |  |
| Alessandro Del Piero 53e · Massimo Ambrosini 66e · Vincenzo Montella 86e · |  |
| Entraîneur : |  |
| Dino Zoff |  |

### Déroulement de la rencontre

Totti et Del Piero après l'ouverture du score par Delvecchio.

Le match commence par des occasions nettes de chaque côté avec Maldini qui intervient juste devant Djorkaeff sur un centre Henry dès la première minute, puis un corner de Fiore pour la tête mal ajustée de Totti (4e), et surtout, un ballon de Henry que Toldo croit anodin et laisse heurter la base extérieure de son poteau (6e). Après encore quelques occasions, la physionomie attendue de ce match prend forme, avec des Italiens soucieux de défendre à huit et rapides à la riposte en fonction des zones de récupération du ballon. Zidane bien pris par le milieu italien, Djorkaeff peu en vue sinon dans son replacement nécessaire face aux montées de Maldini, Henry souffre de solitude. Mais seul contre six, il trouve le moyen de prendre de vitesse la patrouille pour arracher un carton jaune à Di Biagio avant que le coup franc soit mal négocié (31e).
Alors habituée à de gros débuts de secondes périodes, la France obtient deux occasions grâce à deux combinaisons de Henry et Zidane. À la 50e minute, Zoff réagit et remplace Fiore par Del Piero. L'Italie pousse soudainement et provoque deux corners d'affilée. Sur l'un d'eux, Zidane et Lizarazu se font prendre par une talonnade de Totti qui isole Pesotto sur le flanc droit, le centre du Turinois ne peut être coupé ni Desailly, ni par Blanc et Delvecchio plonge aux six mètres pour finir le travail (1-0, 55e). Trois minutes plus tard, Del Piero manque de doubler la mise sur une frappe trop croisée. Alors que Pires attend de rentrer avant le but, c'est finalement Wiltord qui remplace Dugarry (58e). Del Piero manque une seconde occasion face à Barthez qui arrête sa frappe (84e). Lemerre et la France finissent le match avec Trezeguet-Henry-Wiltord devant, Pires entrant à la place de Lizarazu (86e) et Blanc, sourd aux rappels de Desailly, investit le milieu de terrain. Alors que l'on joue la quatrième et dernière minute de temps additionnel, le banc italien est déjà debout, prêt à sprinter sur la pelouse pour sauter aux bras des héros de la Squadra. Il ne reste que quarante secondes à jouer et un dernier coup franc tiré depuis son camp par Barthez. Trezeguet dévie le ballon par delà Cannavaro, pour Wiltord à gauche des six mètres italiens. Il l’emmène de la poitrine, arme son pied gauche et égalise entre les jambes de Nesta alors que Toldo n'a pas sa main gauche assez ferme lors de sa parade à ras de terre sur sa gauche, laissant le ballon ralenti filer dans ses buts.
Après cette égalisation inouïe, qui laisse Roger Lemerre stupéfait, le rapport de force s'inverse dès le début de la prolongation. Henry se sert toujours de sa vitesse (95e), Zidane expédie son coup franc de peu au-dessus (101e), avant de voir sa tentative de ciseau contrée par Paolo Maldini (102e). Puis Pirès déborde Cannavaro sur sa gauche pour adresser un centre vers Trezeguet, dont la reprise du gauche file dans la lucarne de Toldo (103e). But en or, le match est terminé.

### Statistiques

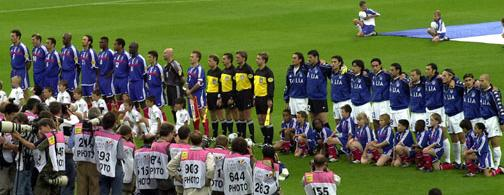
Les deux équipes lors des hymnes avant le coup d'envoi.

|                     | France      | Italie      |
| ------------------- | ----------- | ----------- |
| Temps de possession | 31 min 12 s | 32 min 57 s |
| Tirs cadrés         | 12          | 3           |
| Tirs non cadrés     | 7           | 7           |
| Fautes commises     | 18          | 29          |
| Duels victorieux    | 42          | 35          |
| Cartons jaunes      | 1           | 3           |
| Cartons rouges      | 0           | 0           |

### Anecdotes
Les deux buts français sont construits par les trois joueurs français entrés en jeu. Sur l'égalisation, Trezeguet, entré en jeu à la 74e minute, dévie pour Wiltord, arrivé sur le terrain à la 58e minute. Pour le but en or, Pires, sorti du banc à la 86e minute, centre pour Trezeguet qui conclut.
Il s'agit de l'un des rares matchs ou l'Italie porte le bleu de la maison de Savoie uniquement sur les noms et les numéros et le reste tout en blanc même si des bandes bleues sur les bords n'auraient pas causé de confusion entre les joueurs. La France porte aussi par la suite des tenues tout en blanc ou seuls les noms et les numéros sont en bleu.
Francesco Totti est désigné homme du match malgré la défaite de son équipe.
La France devient la première nation couronnée championne d'Europe deux ans après avoir été sacrée championne du monde. Seule la RFA réussit un exploit similaire, mais dans le sens inverse, championne d'Europe puis du monde, en 1972 et 1974. L'Espagne sera plus tard la première équipe à réaliser un triplé en remportant les Euro 2008 et 2012 ainsi que le Mondial 2010.